# Ledell Lee
Ledell T. Lee (Blytheville, Arkansas, 1965. július 31. – Lincoln megye, Arkansas, 2017. április 20.) afroamerikai bűnöző, halálra ítélték Arkansasban, szomszédja, Debra Reese 1993-as meggyilkolásáért. Egy kerékkulccsal agyonverte a nőt és ellopta 300 dollárját. Eric Nance 2005 novemberében történt kivégzése óta, Ledell volt az első akin végrehajtották (méreginjekció által) a halálbüntetést Arkansasban. Ledell kivégzését siettették, mert 2017. április végén lejárna a méreginjekció egyik komponensének a szavatossága, ezért 2017. április 20-án éjfél előtt, 23 óra 44 perckor beadták neki a halált jelentő dózist, 12 percre rá (23 óra 56 perckor) az orvosszakértő halottá nyilvánította.

## Fordítás
- Ez a szócikk részben vagy egészben  a   Ledell Lee című angol Wikipédia-szócikk fordításán alapul.  Az eredeti cikk szerkesztőit annak laptörténete sorolja fel. Ez a jelzés csupán a megfogalmazás eredetét és a szerzői jogokat jelzi, nem szolgál a cikkben szereplő információk forrásmegjelöléseként.